# Steven Horsford
Steven Alexander Horsford (Las Vegas, 29 april 1973) is een Amerikaans zakenman en politicus van de Democratische Partij. Horsford vertegenwoordigt sinds 2018 het 4e congresdistrict van Nevada in het Huis van Afgevaardigden, het lagerhuis van het Amerikaans Congres. Hij vervulde diezelfde functie ook al van 2013 tot 2015. Van 2005 tot 2013 zetelde Horsford in de Senaat van Nevada, waar hij 4 jaar lang fractieleider van de Democratische meerderheid was. Horsford is de eerste Afro-Amerikaan die Nevada vertegenwoordigt in het Congres. Hij is lid van de Congressional Black Caucus en van de links-progressieve Congressional Progressive Caucus.